# 焼火神社

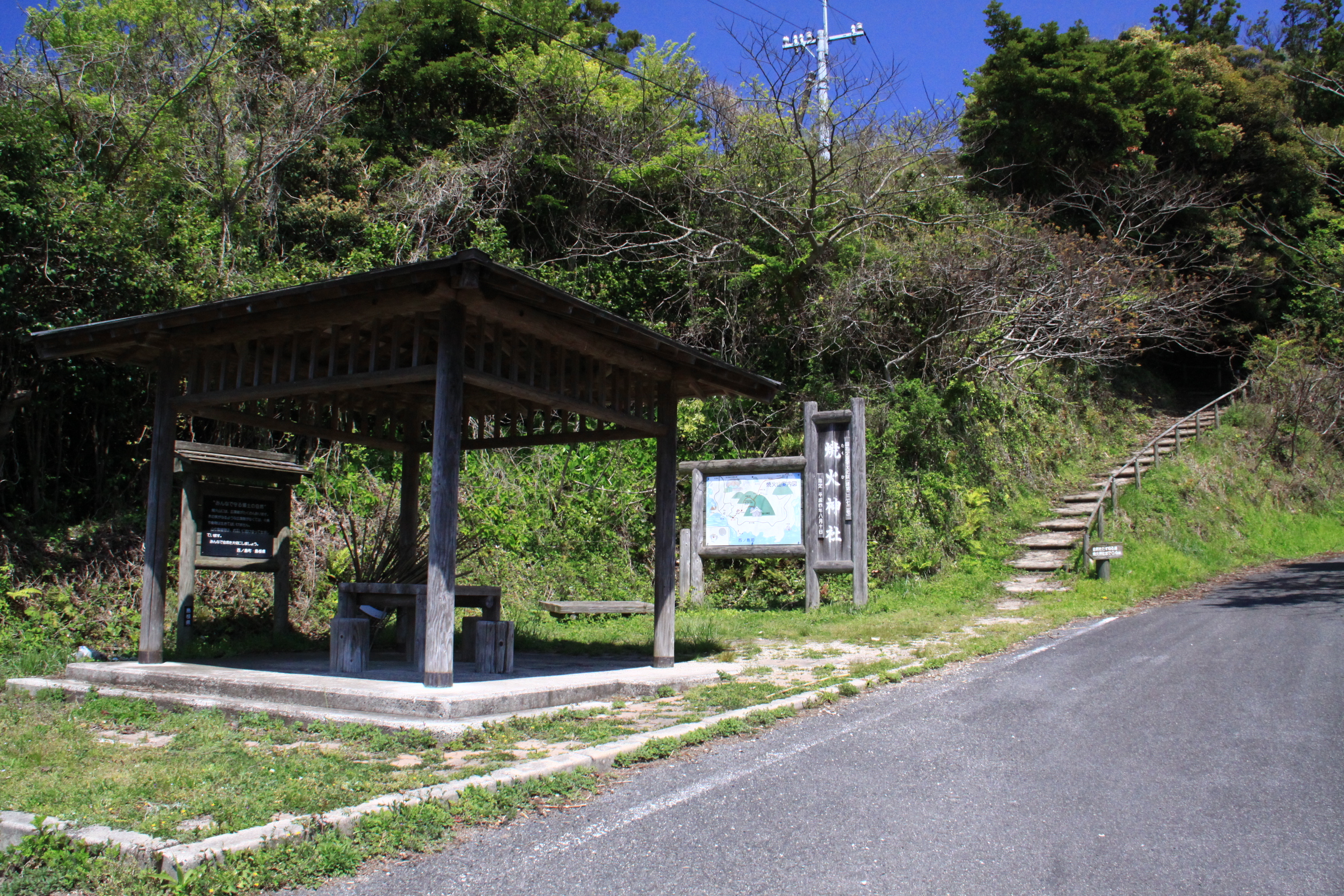
参道入口
車で登れるのはここまで。ここからは社殿まで約20分の山道を歩くことになる。春から秋にかけて参道には蝮が出るので注意が必要。

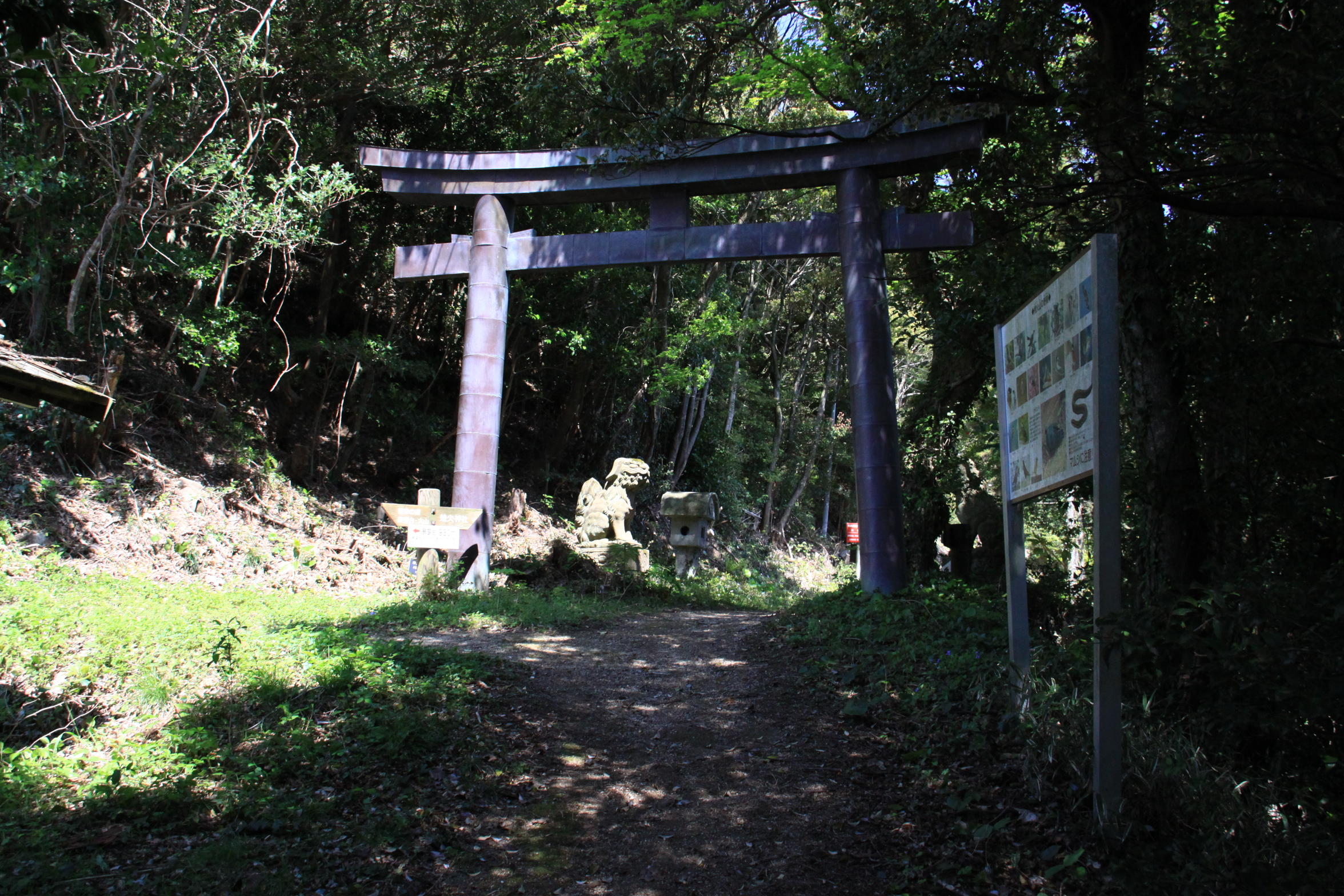
鳥居
参道入口と社殿の中間くらいにある青銅製の鳥居。

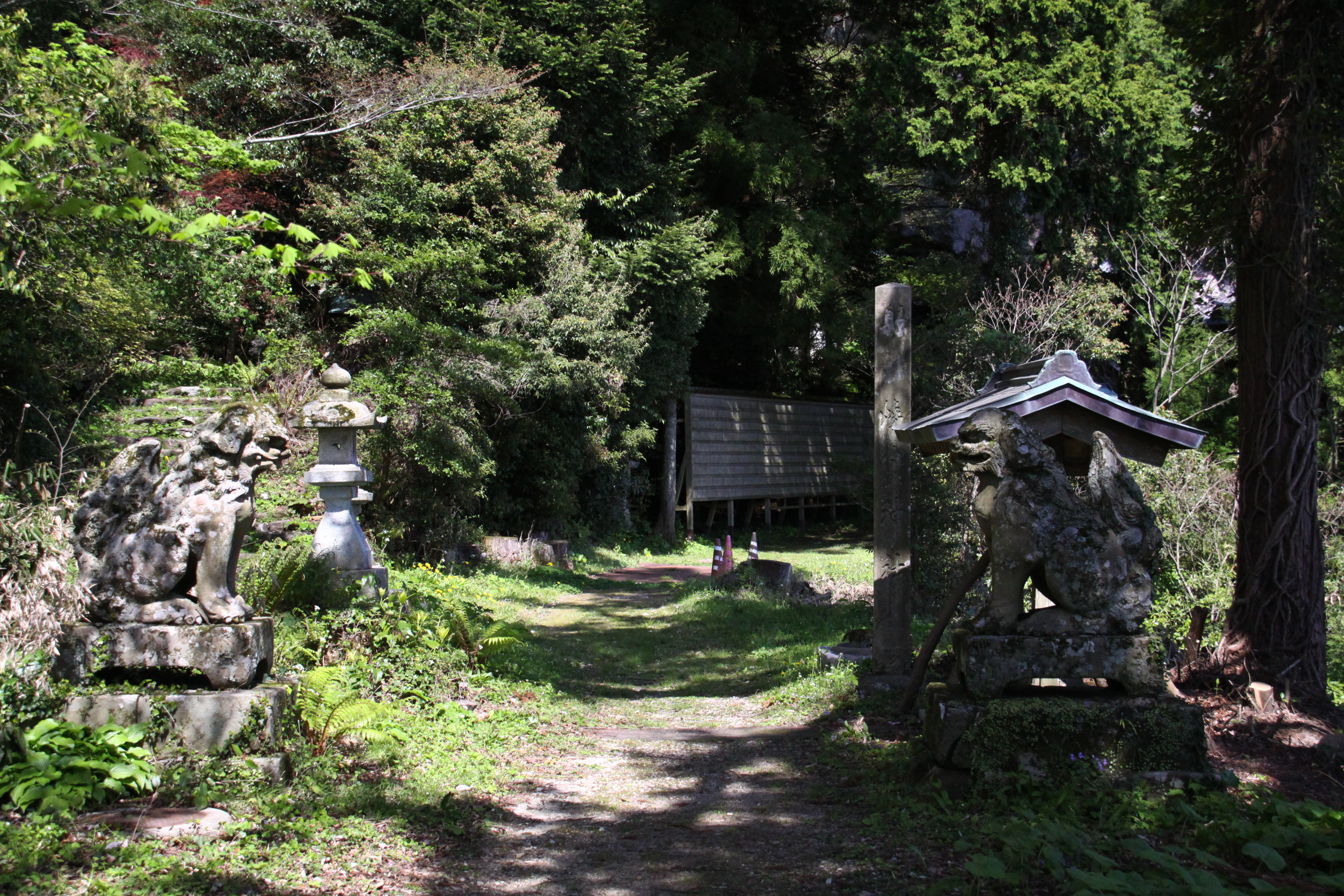
狛犬と社名標

焼火神社（たくひじんじゃ、たくびじんじゃ）は、島根県隠岐郡西ノ島町にある神社。島前の西ノ島における最高峰、焼火山の8合目辺りに鎮座する旧県社である。一般には焼火権現の名でも知られる。航海安全の守護神として遠く三陸海岸まで信仰を集めた。本殿・通殿・拝殿からなる社殿は国の重要文化財に指定。重要有形民俗文化財の和船トモドも所有する。

## 社名
明治以前は焼火山雲上寺（たくひさんうんじょうじ）と号し、焼火社、焚火社、離火社（いずれも「たくひ（び）のやしろ」、または「たくひ（び）しゃ」と訓む）とも称されたが、明治初頭の神仏判然令を受けて現社名に改めた。

## 祭神
大日孁貴尊（おおひるめむちのみこと）を祀る。なお、大日孁貴尊は天照大神の別称である。
焼火山は古く「大山（おおやま）」と称され、元来は山自体を神体として北麓の大山神社において祭祀が執行されたと見られているが、後世修験道が盛行するに及ぶとその霊場とされて地蔵尊を祀り、これを焼火山大権現と号した。やがて祭神を大日孁貴尊とする伝えも起こって、元禄16年（1703年）には「焼火山大権現宮（中略）伊勢太神宮同躰ナリ、天照大日孁貴、離火社神霊是ナリ、手力雄命左陽、万幡姫命右陰」（『島前村々神名記』）と伊勢の皇大神宮（内宮）と同じ神社で、伊勢神宮同様3座を同殿に祀ると説くようにもなり、明治初頭に大日孁貴尊のみを祀る現在の形となった。

## 歴史

### 創祀
古来より焼火山は北麓に鎮座する大山社の神体山として容易に登攀を許さない信仰の対象であったと思われ、殊に近代的な灯台の設置を見るまでは寺社において神仏に捧げられた灯明が夜間航海の目標とされる場合が大半を占めたと思われることを考えると、焼火山に焚かれた篝火が夜間の標識として航海者の救いとなったことが大きな要因ではないかと考えられる。
『焼火山縁起』によれば、一条天皇の時代（10、11世紀の交）、海中に生じた光が数夜にわたって輝き、その後のある晩、焼火山に飛び入ったのを村人が跡を尋ねて登ると薩埵（仏像）の形状をした岩があったので、そこに社殿を造営して崇めるようになったと伝えている。

### 平安時代
『栄花物語』では永承6年（1051年）5月5日の殿上の歌合において、源経俊が「下もゆる歎きをだにも知らせばや 焼火神（たくひのかみ）のしるしばかりに」と詠んでおり（巻第36「根あはせ」）、谷川士清はこれを当神社のことと解しているが（『和訓栞』）、それが正しければ既に中央においても著名な神社であったことになる。山陰地方における日本海水運が本格的な展開を見せる平安時代後期（11 - 12世紀頃）には、航海安全の神として崇敬を集めるようになった、その契機は、西ノ島、中ノ島、知夫里島の島前3島に抱かれる内海が風待ちなど停泊を目的とした港として好まれ、焼火山がそこへの目印となったためにこれを信仰上の霊山と仰ぐようになったものである。そして、本来の祭祀の主体であった大山社（現・焼火神社）が、周辺一帯に設定された美多庄の荘園支配に組み込まれていく。

### 後鳥羽上皇の配流
承久年中（1219 - 22年）のこととして、隠岐に配流された後鳥羽上皇が漁猟のための御幸を行った際に暴風に襲われ、御製歌を詠んで祈念したところ波風は収まったが、今度は暗夜となって方向を見失ったために更に祈念を凝らすと、海中から神火が現れて雲の上に輝き、その導きで焼火山西麓の波止（はし）の港に無事着岸、感激した上皇が「灘ならば藻塩焼くやと思うべし、何を焼く藻の煙なるらん」と詠じたところ、出迎えた一人の翁が、「藻塩焼くや」と詠んだ直後に重ねて「何を焼く藻の」と来るのはおかしく、「何を焼（た）く火の」に改めた方が良いと指摘、驚いた上皇が名を問うと、この地に久しく住む者であるが、今後は海船を守護しましょうと答えて姿を消したので、上皇が祠を建てて神として祀るとともに空海が刻むところの薬師如来像を安置して、それ以来山を「焼火山」、寺を「雲上寺」と称するようになったという。『縁起』に見える後鳥羽上皇の神火による教導も船乗りたちの心理に基づいて採用されたとみることもできるという
。

### 鎌倉時代後期
建治2年9月5日（1276年10月13日）、隠岐国守護・佐々木泰清は、隠岐国知夫郡美多荘の大山社（焼火山を御神体として奉る大山神社）の禰宜であった僧・慈蓮に下文を発し、所領を安堵して郎党に組み込んだ。
また翌、建治3年4月（1277年5月頃）、泰清は八男・高岡宗泰を隠岐国守護代として派遣し、僧・慈蓮は「八郎殿御殿人」であるとして、隠岐国美多荘の荘官の進止下にはないことを証する袖判を附した下文を発給した。
大山社は焼火山を祀る隠岐島民の信仰の拠点で、これを隠岐国守護の管轄下に置くことで、隠岐支配を円滑に進める目的があったとされる。

### 南北朝時代以降
後世修験者によって修験道の霊場とされると、地蔵菩薩を本尊とする焼火山雲上寺（真言宗であるが本山を持たない独立の寺院であった）が創建され、宗教活動が本格化していく。その時期は南北朝時代と推測される。以後明治に至るまで、雲上寺として地蔵菩薩を祀る一方、「焼火山大権現」を社号とする宮寺一体の形態（神社と寺院が一体の形態）で活動することになり、日本海水運の飛躍的な発展とともに広く信仰を集めることとなる。その画期となったのは天文9年（1540年）の僧良源による造営のための勧進活動であると推測され、現地では永禄6年（1563年）9月に隠岐幸清から田地2反が寄進されたのを始め、各所から田畠が寄進されており（社蔵文書）、近世に入ると社領10石を有していたことが確認できる。また注目されるのは西廻り航路の活況とそこに就航する北前船の盛行により、日本海岸の港はもとより遠く三陸海岸は牡鹿半島まで神徳が喧伝されたことで、歌川広重（初代・2代）や葛飾北斎により日本各地の名所を描く際の画題ともされており（初代広重『六十余州名所図会』、北斎『北斎漫画』第7編（「諸国名所絵」）など）、こうした信仰上の展開も、上述した港の目印としての山、もしくは夜間航海における標識としての灯明に起因するものと考えられる。なおこの他に、幕府巡見使の差遣に際しては雲上寺への参拝が恒例であり、総勢約200人、多い時には400人を超える一行を迎える雲上寺においては、島前の各寺々の僧を集めてその饗応にあたっており、これには焼火信仰の普及と雲上寺の経営手腕が大きく作用していたと考えられている。
明治の神仏判然令で形態を神社に改め、近代社格制度においては長らく無格社とされたが、大正7年（1918年）に県社に列した。

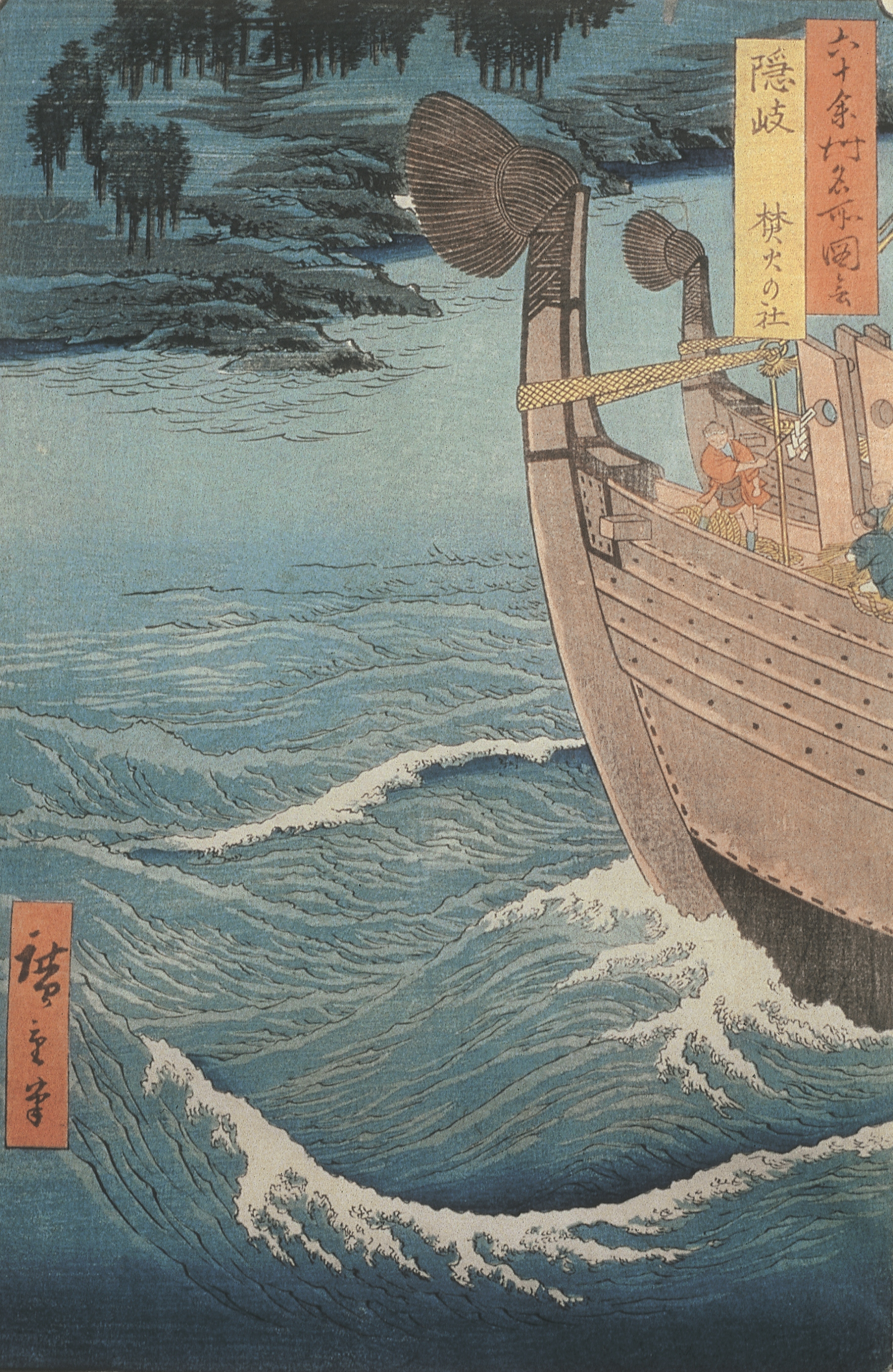
初代歌川広重 『六十余州名所図会』
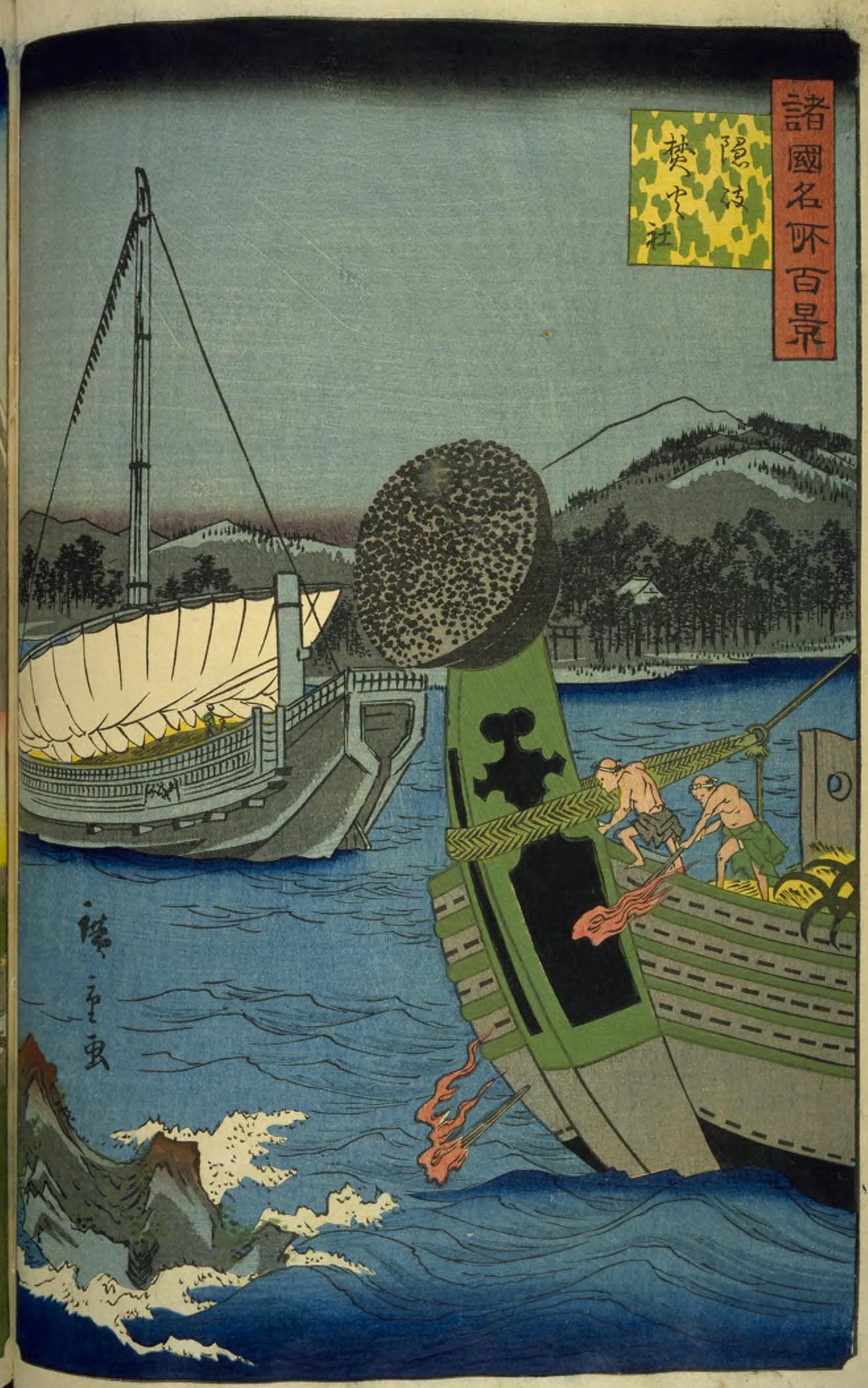
二代目歌川広重 『諸国名所百景』
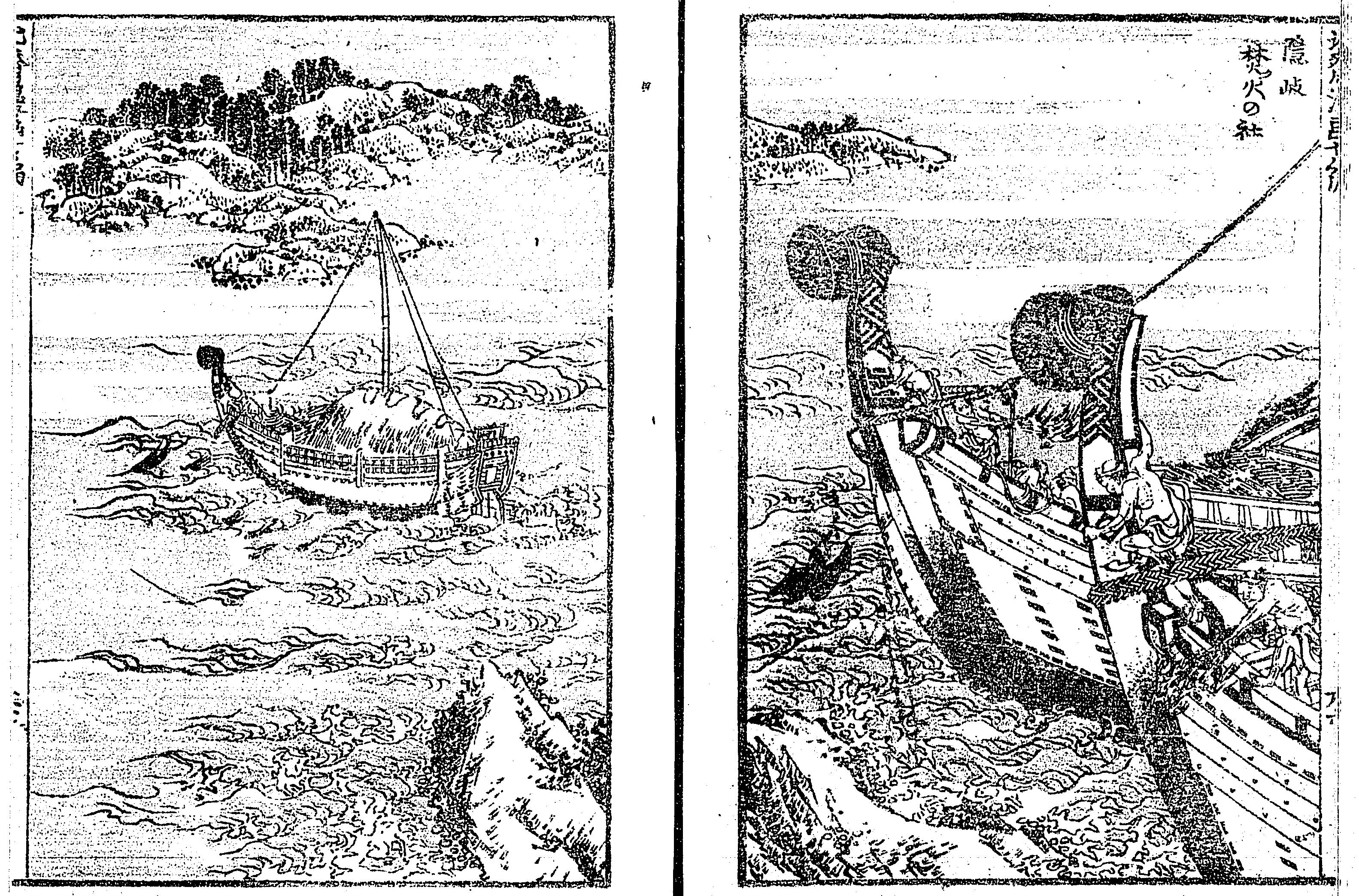
葛飾北斎 『北斎漫画』第7編「諸国名所絵」

## 祭祀

### 神事
- 例祭（7月23日） - 午後8時頃から本殿祭が行われ、その後、社務所を神楽庭（かぐらば。神楽奉納の場）として隠岐島前神楽（島根県指定無形民俗文化財）が舞われる。かつては夜を徹する神楽であったというが、現在は遅くても深夜には終わることになっている[18]。
- 龍灯祭（旧暦12月大晦日） - 社伝によれば、焼火権現創祀の契機となった海上からの神火の発生が大晦日の夜だったのでそれに因んで行われるといい、現在でも旧暦大晦日の夜には海中に発した神火（龍灯）が飛来して境内の灯籠に入るとも、あるいは拝殿の前に聳える杉の枝に掛かるともいう（この杉は「龍灯杉」と呼ばれる）。以前は「年篭り（としごもり）」と称して、隠岐全島から集まった参拝者が社務所に篭って神火を拝む風習があった。なお、同様の龍灯伝説は日本各地に見られ、その時期も古来祖先祭が行われた7月や大晦日とするものが多いため、柳田國男はこれを祖霊の寄り来る目印として焚かれた篝火に起源を持つ伝説ではないかと推測、これを承けて当神社においては、航海を導く神火の信仰を中核としつつ、そこに在地の祖霊信仰が被さったと見る説もある[19]。
- 春詣祭（はつまいり） - 島前の各集落がそれぞれ旧正月5日から約1か月の間に適宜の日を選んで参拝し、社務所で高膳（脚つきの膳）を据えての饗応と宴会が催される。上述「年篭り」の名残であるという。

### 祀職
創祀以来雲上寺が祭祀を勤め、宝暦7年（1757年）の『両島神社書上帳』に「焼火大権現、別当雲上寺」とあるように、近世には別当として管掌したが、明治の初めに時の別当職が還俗して神主（現在の宮司に相当）松浦氏となって以後、同氏が宮司職を襲っている。

## 信仰諸相
神火の導き
船が難破しそうになった時に焼火権現に祈念すると、海中より3筋の神火が現れ、その中央の光に向かえば無事に港に着けるという。
日の入りのお灯明行事
北前船の船乗りに伝承された船中儀礼で、航海安全などを祈るために焼火権現へ灯火を捧げる神事。「カシキ」と呼ばれる13歳から15、6歳の最年少の乗組員が担当し、日の入りの時刻になると船尾で炊きたての飯を焼火権現に供え、「オドーミョー（お灯明）、オキノ国タクシ権現様にたむけます」と唱えながら2尺程度の稲または麦の藁束で作った松明を時計回りに3回振り回してから海へ投げ入れ、火がすぐに消えれば雨が近く、煙がしばらく海面を這えば風が出ると占ったといい、しかもこの神事を行う船乗り達は隠岐の島への就航の経験がなく、従って「オキノ国タクシ権現様」がどこのどのような神かも知らなかったという。なお、上述広重や北斎の描いた浮世絵は北前船におけるお灯明行事の光景である。
銭守り
焼火権現から授与され、水難除けの護符として船乗りに重宝された。かつては山上に1つの壺があり、そこに2銭を投げ込んでから1銭を取って護符とする例で、増える一方である筈なのに決して溢れることはなかったという。近世には松江藩の江戸屋敷を通じて江戸でも頒布されたため、江戸の玩銭目録である『板児録』にも記載されるほど著名となり、神社所蔵の天保13年（1842年）12月の「年中御札守員数」という記録によれば、年間締めて7,900銅もの「神銭」が授与されていたという。

## 社殿

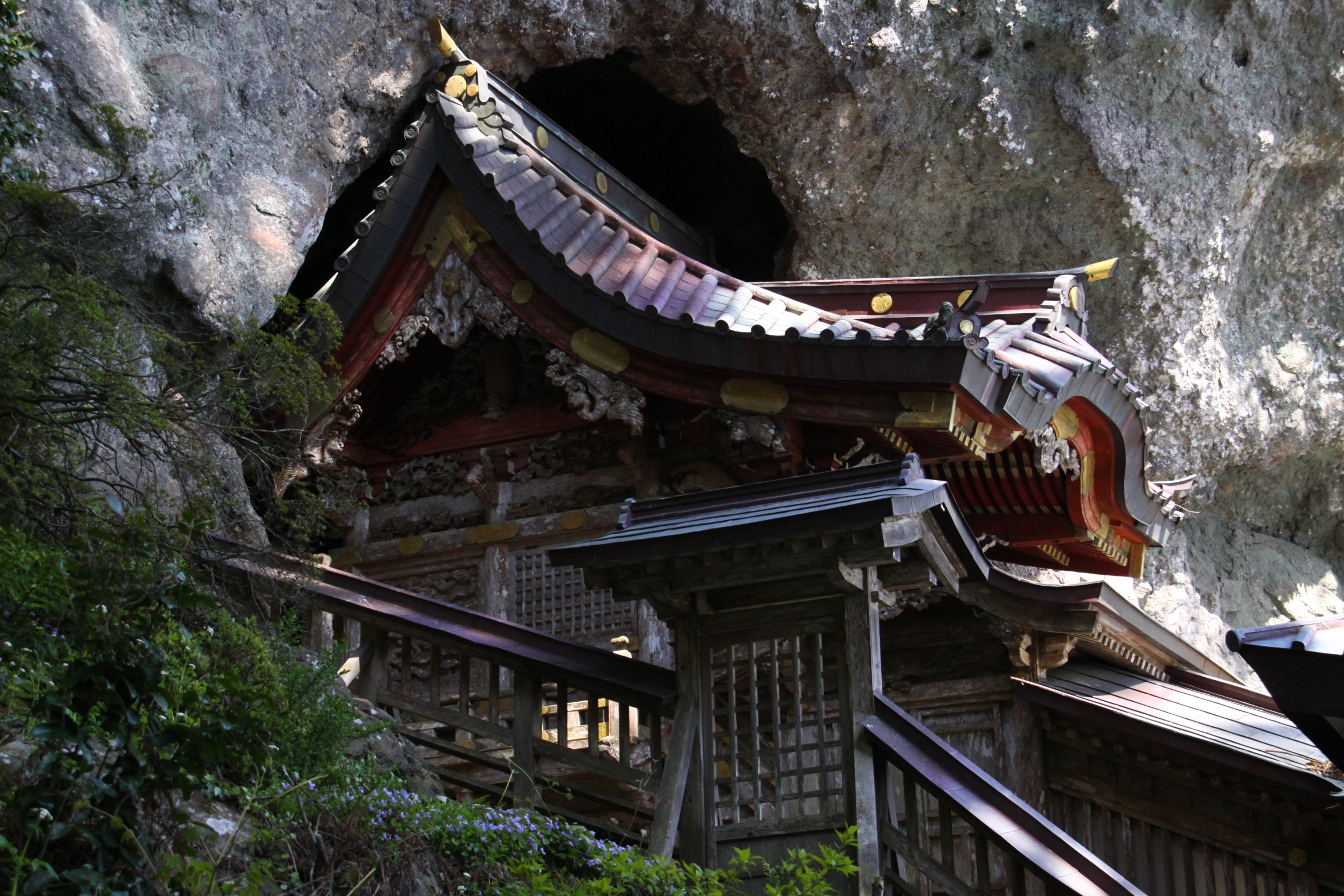
本殿

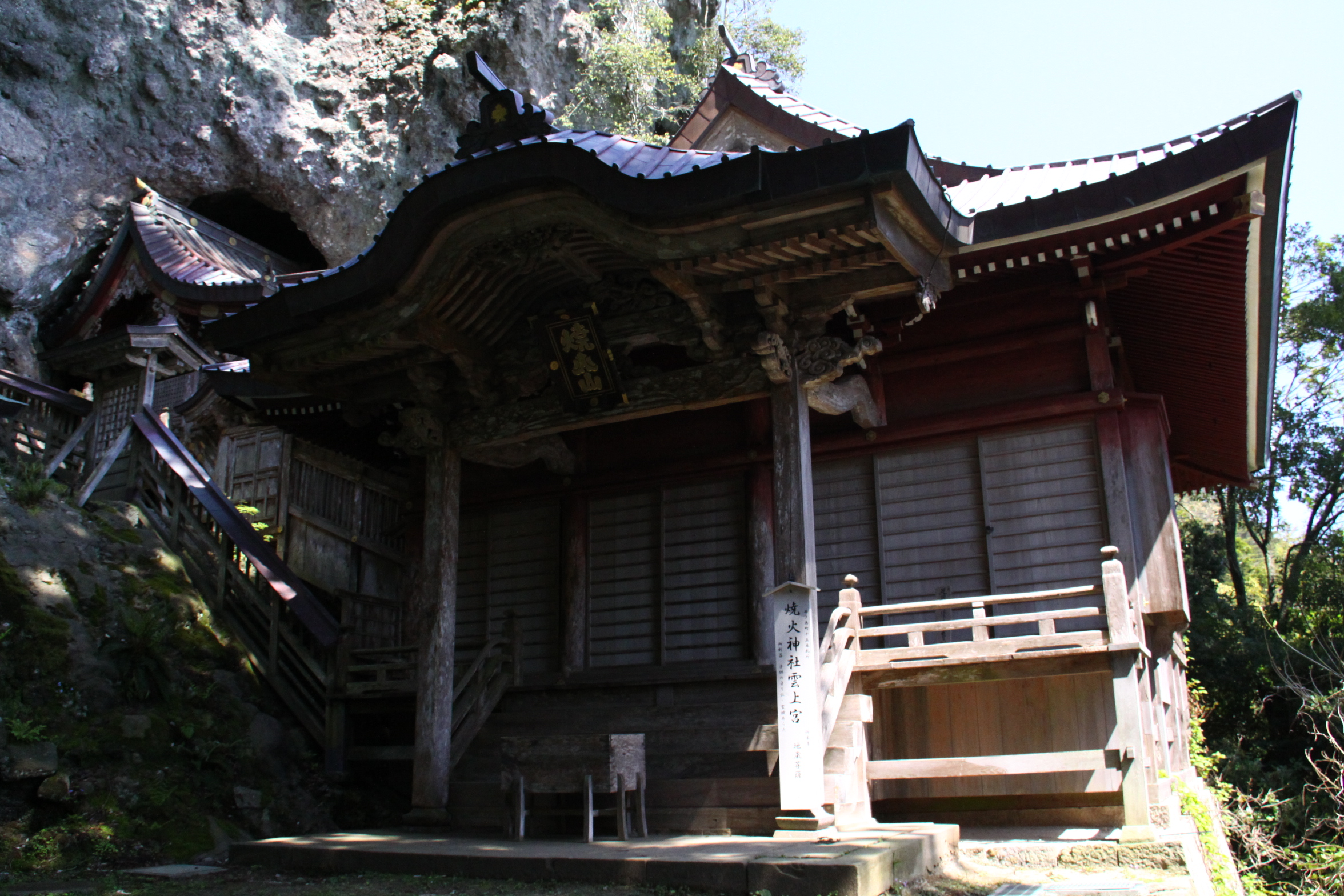
拝殿
斜面に沿うように本殿と繋いでいる部分が通殿。

社殿は焼火山の南西側山腹、東西に長い境内地の東端に位置し、本殿は山腹の岩窟に半ば埋もれるように構えられ、本殿と拝殿が通殿を介して接続する複合社殿である。本殿と拝殿は江戸時代の建築であるが、明治時代にかけてたびたび改修を受けている。通殿は江戸時代以前から存在したが、現存するものは明治35年（1902年）の建築である。
本殿は南面し、正面に軒唐破風を付した桁行1間梁間2間の一間社流造で、屋根は銅板葺。享保17年（1732年）の建立で、大坂の大工鳥居甚兵衛の最晩年の作である。大坂で木造りをし、米子の大工が現地で組み立てるという珍しい方法が採られたものであるが、参道側から目に入る西側面のみ彫刻装飾を施しており、岩窟に面した北と東側面にはほとんど装飾はない。西側面を唐破風造とする片流れ屋根の庇（取り合い、合の間）を介して通殿に接続する。かつて島根県の有形文化財に指定されていた（昭和57年（1982年）に指定）。
通殿は梁間1間桁行2間の妻入銅板葺唐破風造で、床面、屋根とも地形に合わせ傾斜している。明治35年（1902年）の建立。正面（南）が拝殿に接続する。神社建築において本殿・拝殿間をつなぐ建物は「幣殿」「石の間」「相の間」等と呼ばれることが多く、これを通殿と称するのは珍しい。
拝殿は梁間3間桁行4間の入母屋造妻入で、参道に面する西側を正面とし、南側は断崖に乗り出す形の懸造となっている。西正面に1間の軒唐破風の向拝を付け、東側には神饌所が付属する。寛文13年（1673年）の建造で、これも屋根は銅板葺とする。本殿、通殿、拝殿は南北方向に一直線に並ぶが、地形の関係で拝殿の入口は西側に設けられている。以前は現在のものよりも小規模で向拝と南側の縁を持っておらず、また懸造とされずに南から本殿を拝む通常の形であったが、明治35年（1902年）に松江市の井上国太郎の設計で拡張改築され、現在のようになったものであり、南面の縁は大正14年（1925年）に付加されたものである。
以上の複合社殿（1棟）は、平成4年（1992年）に国の重要文化財に指定され、平成9年から11年にかけて、保存のための解体修理が行われた。

## 境内社
明治までの本尊であった地蔵菩薩を祀る雲上宮（昭和36年（1961年）創建）の他、山神、弁天、船玉、東照宮、五郎王子、金重郎、道祖神がある。

## 文化財
（項目名付属の括弧内は指定の種別と年月日）
国指定
- 本殿・通殿・拝殿 1棟[29]（重要文化財（建造物）、平成4年8月10日）
  - 附（つけたり） - 宮殿（厨子）1基、旧内陣扉構1式、棟札7枚、仁王経（裏書に材木注文あり）1巻、文書1冊、絵図1鋪
- トモド1隻（重要有形民俗文化財、昭和30年2月3日）

和船の1種で、長さ20尺5寸最大幅3尺。樅材を刳り抜いた重木仕立て（船腹から船底にかけて繰り出す「く」字形の船材を用いた丸木舟）。その製作技法もさることながら、用法も隠岐独特なものとされる。古来、隠岐にも海人の活動が見られるが、一般的な海人が素潜りによる海草や貝類の漁撈で知られるのに対し、隠岐では素潜りは行わず、トモド船から海底を覗き込み、鉤（かぎ）や杈（やす）といった漁具を使って鮑や栄螺を収穫する、熟練の必要な「カナギ漁」を行っていた。貞享4年（1687年）の『隠岐記』に、当時で島前に327艘、島後に197艘ものトモドがあったと記録され、かつては隠岐諸島に存在した船舶の大部分を占めたと言われるが、現存するのはこの1艘のみである。
島根県指定
- 銅鐘1口（有形文化財（工芸品）、昭和41年5月31日）

全高78.2センチ、竜頭の高さ19.2センチ、基底直径49.1センチの青銅製の鐘。雲州（出雲国）能義郡宇波（現島根県安来市広瀬町宇波）の鋳物師である加藤茂兵衛の作。元和4年（1618年）に島前島後の隠岐全島からの寄進を仰いで鋳造されたもの。宇波は出雲・隠岐の両地方における唯一の鋳物所があった地であるが、同所鋳造の作は現存品が少なく、鐘に関してはほとんど残っていない状態であるため、希少なものとされている。
- 神域植物群（天然記念物、昭和45年10月27日）

参道に群生する約20本の老杉を含めた、裏白樫を中心とする良好な樫林が残存し、神社背後の岩肌に着生するラン科植物や羊歯植物などの特殊植物群、更に付近の赤樫や小椎、藪椿、椨などからなる暖地性常緑広葉樹林である。
西ノ島町指定

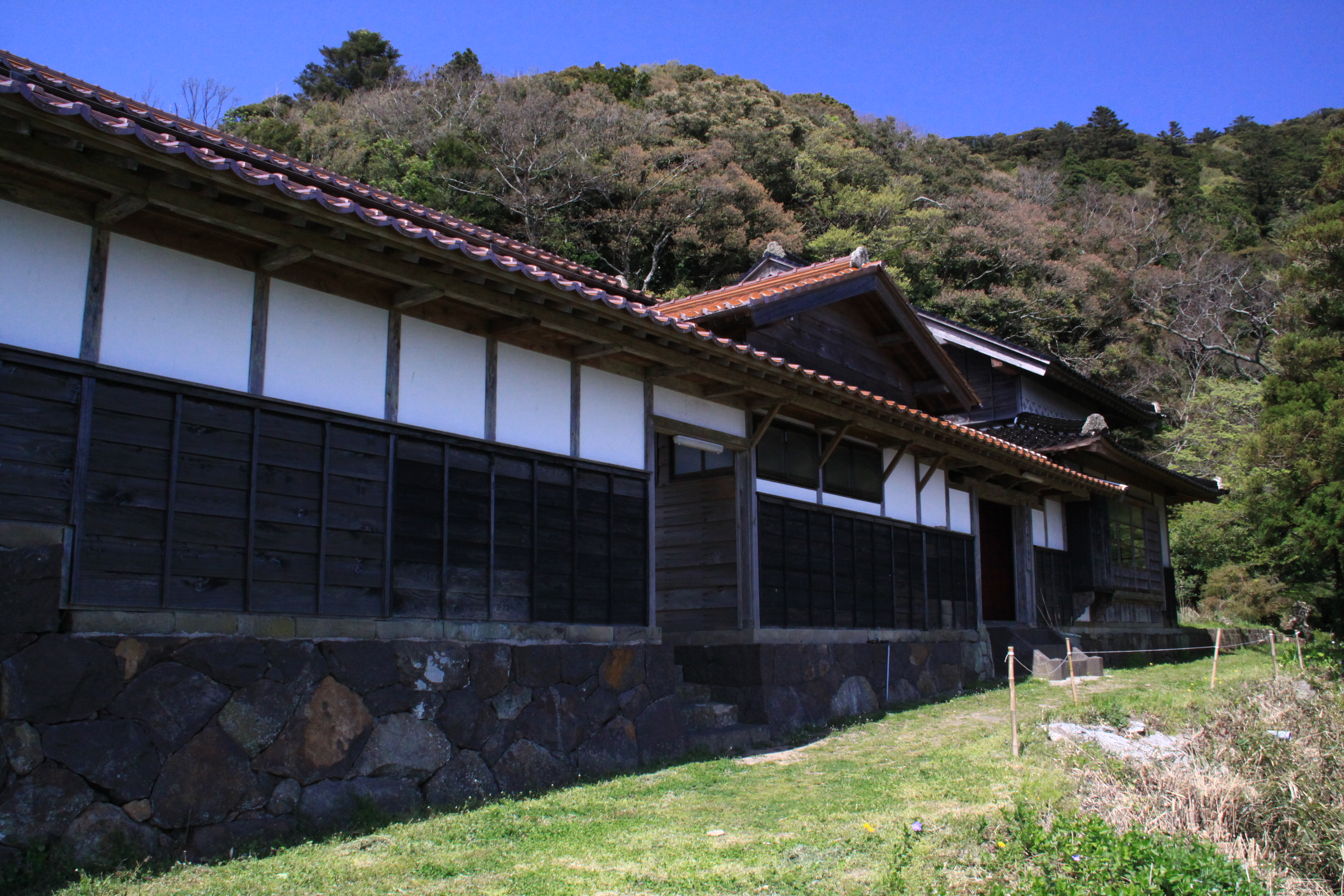
社務所
社殿手前の開けた場所にあり、向かいの知夫里島が一望できる。

- 社務所1棟（有形文化財（建造物）、平成4年12月10日）

明治35年の建造であるが、島前地区における大型民家の特徴を備えたものとされる。
- 木造地蔵菩薩立像1体（有形文化財（彫刻）、平成10年3月26日）

室町時代のもの。
- 木造薬師如来立像1体 （同上）

同上。
- 木造大黒天立像1体（同上）

江戸時代のもの。
- 紙本墨書焼火神社縁起書1巻（有形文化財（古文書）、昭和61年9月27日）

表題は『隠州知夫郡焼火山縁起』。「万治二年（1659年）秋八月」の奥書があり、焼火山縁起の近世における集大成であるとされる。著者は藤弗緩子。弗緩子は松江藩の藩士、斎藤勘介豊宣の号であるというが、豊宣は寛文7年（1667年）成立の『隠州視聴合紀』の著者とも目され、構成は異なるものの構文や用字など『視聴合紀』に載せる縁起とほぼ同文である。
- 紙本墨書沙門良源勧進帳1巻（同上）

表題は『焼火山雲上寺造営勧進状』。天文9年の僧良源による勧進活動の際のもの。西ノ島内最古の文書。
- 社務所石垣（史跡、昭和63年3月13日）
- カラスバト繁殖地（天然記念物、昭和58年3月19日）
- カゴの木（同上、平成2年7月10日）

樹高10メートル、根元周囲3.1メートル、目通周囲2.7メートルの鹿子の木。

## その他
笠置家文書
昭和50年8月12日に島根県の有形文化財（古文書）に指定（一部は平成12年3月28日に追加指定）された天文から寛文にかけての、鎌倉・南北朝・室町時代前期の古文書群。当神社所蔵ではないが、笠置家は中世以降、代々美多庄の公文職を請け負ったと見られる家で、この文書には当神社や大山神社に関係するものが含まれている。
謡曲「焼火山（しょうかざん）」
別名を「雲上寺」ともいい、『新謡曲百番』に収録。この曲集は内藤風虎（義概）が寛永3年（1626年）、または寛文6年（1666年）以後、貞享2年（1685年）にかけて、江戸時代初期の番外曲の中でも比較的珍しい曲100番を集めて編纂したともさせたともいわれるもの。なお、当時の他の番外曲集に、別名を「焼火山」という「石神」なる曲が載せられており、作者付の『自家伝抄』に宮増作として「石神（いはかみ）」の曲が見えるので、宮増作あるいはその改作の可能性もあるが、「焼火山」の別名を持つ「石神」も宮増作の「石神」も現伝していないため3者の関係は不明である。
当神社へ参拝に訪れた出雲大社の神職（ワキ）が社頭で出会った老翁（前ジテ）に縁起を語ってもらうが、この老翁は実は「山の主」（神）の化身であり（前場）、後場で「霊神」（後ジテ）として登場、舞いを舞うというあらすじ。初番目物（荒神物）に属す。
稚拙な詞章と誤認が見られると評されるが、少なくとも焼火山が広く知られた存在であったことは分かる。